# Порт-Елсворт (Аляска)
Порт-Елсворт (англ. Port Alsworth) — переписна місцевість (CDP) в США, в окрузі Лейк-енд-Пенінсула штату Аляска. Населення — 186 осіб (2020).

## Географія
Порт-Елсворт розташований за координатами 60°9′28″ пн. ш. 154°20′26″ зх. д. / 60.15778° пн. ш. 154.34056° зх. д. (60.157849, -154.340609).  За даними Бюро перепису населення США в 2010 році переписна місцевість мала площу 58,81 км², з яких 58,65 км² — суходіл та 0,16 км² — водойми.

### Клімат
| Клімат : Порт-Елсворт   | Клімат : Порт-Елсворт | Клімат : Порт-Елсворт | Клімат : Порт-Елсворт | Клімат : Порт-Елсворт | Клімат : Порт-Елсворт | Клімат : Порт-Елсворт | Клімат : Порт-Елсворт | Клімат : Порт-Елсворт | Клімат : Порт-Елсворт | Клімат : Порт-Елсворт | Клімат : Порт-Елсворт | Клімат : Порт-Елсворт | Клімат : Порт-Елсворт |
| Показник                | Січ.                  | Лют.                  | Бер.                  | Квіт.                 | Трав.                 | Черв.                 | Лип.                  | Серп.                 | Вер.                  | Жовт.                 | Лист.                 | Груд.                 | Рік                   |
| Абсолютний максимум, °C | 12,2                  | 12,2                  | 13,3                  | 21,1                  | 29,4                  | 31,7                  | 31,7                  | 30,6                  | 23,9                  | 18,9                  | 13,3                  | 11,7                  | 31,7                  |
| Середній максимум, °C   | −5,1                  | −2,8                  | 0,7                   | 6,5                   | 13,1                  | 17,8                  | 19,7                  | 18,3                  | 13,4                  | 5,4                   | −0,7                  | −4,2                  | 6,8                   |
| Середній мінімум, °C    | −14,8                 | −13,6                 | −11,5                 | −4,2                  | 1,2                   | 5,7                   | 8,2                   | 7,4                   | 3,7                   | −2,6                  | −8,7                  | −12,8                 | −3,5                  |
| Абсолютний мінімум, °C  | −47,2                 | −48,3                 | −45,6                 | −27,8                 | −10,6                 | −6,7                  | −3,9                  | −5,6                  | −10,6                 | −21,7                 | −31,1                 | −44,4                 | −48,3                 |
| Норма опадів, мм        | 21                    | 18                    | 18                    | 14                    | 13                    | 29                    | 40                    | 61                    | 60                    | 41                    | 36                    | 28                    | 379                   |
| Днів з опадами          | 8                     | 6                     | 6                     | 6                     | 5                     | 7                     | 9                     | 11                    | 10                    | 9                     | 10                    | 9                     | 96,0                  |
| ----------------------- | --------------------- | --------------------- | --------------------- | --------------------- | --------------------- | --------------------- | --------------------- | --------------------- | --------------------- | --------------------- | --------------------- | --------------------- | --------------------- |
| Джерело:                |                       |                       |                       |                       |                       |                       |                       |                       |                       |                       |                       |                       |                       |

## Демографія
Згідно з переписом 2010 року, у переписній місцевості мешкало 159 осіб у 44 домогосподарствах у складі 35 родин. Густота населення становила 3 особи/км².  Було 74 помешкання (1/км²).
Расовий склад населення:
| - 67,9 % — білих - 21,4 % — корінних американців - 4,4 % — чорних або афроамериканців - 0,6 % — азіатів |

До двох чи більше рас належало 5,7 %. Частка іспаномовних становила 10,1 % від усіх жителів.
За віковим діапазоном населення розподілялося таким чином: 39,0 % — особи молодші 18 років, 56,6 % — особи у віці 18—64 років, 4,4 % — особи у віці 65 років та старші. Медіана віку мешканця становила 25,1 року. На 100 осіб жіночої статі у переписній місцевості припадало 120,8 чоловіків;  на 100 жінок у віці від 18 років та старших — 106,4 чоловіків також старших 18 років.
Середній дохід на одне домашнє господарство  становив 68 329 доларів США (медіана — 63 750), а середній дохід на одну сім'ю — 71 333 долари (медіана — 65 000). За межею бідності перебувало 2,1 % осіб, у тому числі 0,0 % дітей у віці до 18 років та 0,0 % осіб у віці 65 років та старших.
Цивільне працевлаштоване населення становило 74 особи. Основні галузі зайнятості: мистецтво, розваги та відпочинок — 24,3 %, транспорт — 21,6 %, освіта, охорона здоров'я та соціальна допомога — 12,2 %, будівництво — 9,5 %.